# Team DSM/2021
Deze pagina geeft een overzicht van de UCI World Tour wielerploeg Team DSM in 2021.

## Algemeen
Algemeen manager: Iwan Spekenbrink
Teammanager: Rudi Kemna
Ploegleiders: Roy Curvers, Sebastian Deckert, Michiel Elijzen, Dariusz Kapidura, Marc Reef, Luke Roberts, Albert Timmer, Hans Timmermans, Philip West, Matthew Winston

Fietsmerk: Scott

## Renners
| Naam                   | Geboortedatum | Nationaliteit       | Ploeg 2020                       |
| ---------------------- | ------------- | ------------------- | -------------------------------- |
| Thymen Arensman        | 04-12-1999    | Nederland           |                                  |
| Nikias Arndt           | 18-11-1991    | Duitsland           |                                  |
| Romain Bardet          | 09-11-1990    | Frankrijk           | AG2R La Mondiale                 |
| Tiesj Benoot           | 11-03-1994    | België              |                                  |
| Cees Bol               | 27-07-1995    | Nederland           |                                  |
| Marco Brenner          | 27-08-2002    | Duitsland           | Auto Eder Bayern                 |
| Romain Combaud         | 01-04-1991    | Frankrijk           | Nippo Delko Provence             |
| Alberto Dainese        | 25-03-1998    | Italië              |                                  |
| Nico Denz              | 15-02-1994    | Duitsland           |                                  |
| Mark Donovan           | 03-04-1999    | Verenigd Koninkrijk |                                  |
| Nils Eekhoff           | 23-01-1998    | Nederland           |                                  |
| Felix Gall             | 27-02-1998    | Oostenrijk          |                                  |
| Chad Haga              | 26-08-1988    | Verenigde Staten    |                                  |
| Chris Hamilton         | 18-05-1995    | Australië           |                                  |
| Jai Hindley            | 05-05-1996    | Australië           |                                  |
| Max Kanter             | 22-10-1997    | Duitsland           |                                  |
| Asbjørn Kragh Andersen | 09-04-1992    | Denemarken          |                                  |
| Søren Kragh Andersen   | 10-08-1994    | Denemarken          |                                  |
| Andreas Leknessund     | 21-05-1999    | Noorwegen           | Uno-X Norwegian Development Team |
| Niklas Markl           | 03-03-1999    | Duitsland           | Development Team Sunweb          |
| Joris Nieuwenhuis      | 11-02-1996    | Nederland           |                                  |
| Casper Pedersen        | 15-03-1996    | Denemarken          |                                  |
| Nicolas Roche          | 03-07-1984    | Ierland             |                                  |
| Martin Salmon          | 29-10-1997    | Duitsland           |                                  |
| Michael Storer         | 28-02-1997    | Australië           |                                  |
| Florian Stork          | 27-04-1997    | Duitsland           |                                  |
| Jasha Sütterlin        | 04-11-1992    | Duitsland           |                                  |
| Martijn Tusveld        | 09-09-1993    | Nederland           |                                  |
| Kevin Vermaerke        | 16-10-2000    | Verenigde Staten    | Hagens Berman Axeon              |
| Ilan Van Wilder        | 14-05-2000    | België              | -                                |

### Vertrokken
| Naam             | Geboortedatum | Nationaliteit | Ploeg 2021        |
| ---------------- | ------------- | ------------- | ----------------- |
| Marc Hirschi     | 24-08-1998    | Zwitserland   | UAE Team Emirates |
| Wilco Kelderman  | 25-03-1991    | Nederland     | BORA-hansgrohe    |
| Michael Matthews | 26-09-1990    | Australië     | Mitchelton-Scott  |
| Sam Oomen        | 15-08-1995    | Nederland     | Team Jumbo-Visma  |

## Overwinningen
| Ronde van de Alpes-Maritimes en de Var Bergklassement: Martijn Tusveld Parijs-Nice 2e etappe: Cees Bol Ronde van Romandië Jongerenklassement: Thymen Arensman Ronde van de Ain 3e etappe: Michael Storer Eindklassement: Michael Storer Puntenklassement: Michael Storer Bergklassement: Michael Storer | Ronde van Burgos 3e etappe: Romain Bardet Bergklassement: Romain Bardet Ronde van Polen 5e etappe: Nikias Arndt GP Lucien Van Impe Cees Bol Ronde van Spanje 7e etappe: Michael Storer 10e etappe: Michael Storer 14e etappe: Romain Bardet Bergklassement: Michael Storer |  |

Mannen: 1999 · 2000 · 2001 · 2002 · 2003 · 2004 · 2005 · 2006 · 2007 · 2008 · 2009 · 2010 · 2011 · 2012 · 2013 · 2014 · 2015 · 2016 · 2017 · 2018 · 2019 · 2020 · 2021 · 2022 · 2023 · 2024 · 2025
Vrouwen: 2011 · 2012 · 2013 · 2014 · 2015 · 2016 · 2017 · 2018 · 2019 · 2020 · 2021 · 2022 · 2023 · 2024 · 2025
AG2R-Citroën · Astana-Premier Tech · Bahrain-Victorious · BORA-hansgrohe · Cofidis, Solutions Crédits · Deceuninck–Quick-Step · EF Education-Nippo · Groupama-FDJ · INEOS Grenadiers · Intermarché-Wanty-Gobert Matériaux · Israel Start-Up Nation · Lotto Soudal · Movistar Team · Team BikeExchange · Team DSM · Team Jumbo-Visma · Team Qhubeka NextHash · Trek-Segafredo · UAE Team Emirates